# Голеньовський повіт
Голеньовський повіт (пол. powiat goleniowski) — один з 18 земських повітів Західнопоморського воєводства Польщі.
Утворений 1 січня 1999 року в результаті адміністративної реформи.

## Географія
Річки: Говениця.

## Загальні дані
Повіт знаходиться у західній частині воєводства.
Адміністративний центр — місто Голенюв.
Станом на 1.01.2008 населення становить 79 354 осіб, площа 1615,64 км².

## Демографія
Демографічні дані повіту станом на 30.06.2005:
|       | Всього | Всього | Жінки  | Жінки | Чоловіки | Чоловіки |
| ----- | ------ | ------ | ------ | ----- | -------- | -------- |
|       | осіб   | %      | осіб   | %     | осіб     | %        |
| Повіт | 78 271 | 100    | 39 747 | 50,8  | 38 524   | 49,2     |
| Міста | 42 206 | 100    | 21 872 | 51,8  | 20 334   | 48,2     |
| Села  | 36 065 | 100    | 17 875 | 49,6  | 18 190   | 50,4     |